# ダグラス郡 (ミズーリ州)
ダグラス郡（英: Douglas County）は、アメリカ合衆国ミズーリ州の南部に位置する郡である。2010年国勢調査での人口は13,684人であり、2000年の13,084人から4.6％増加した。郡庁所在地はエイバ市（人口2,993人）であり、同郡で人口最大の都市でもある。ダグラス郡は1857年10月29日に設立され、郡名はスティーブン・ダグラスアメリカ合衆国上院議員（イリノイ州出身、民主党）に因んで名付けられた。ダグラスはその後民主党の大統領候補になった。

## 歴史
郡庁所在地は以前にエイバの西にあるアーノにあった。それ以前はベラクルス（元レッドバッド）にあった。ベラクルスは郡の中央を流れるブライアント・クリーク沿いにある。南北戦争後の混乱が続く中で、郡西部の住民集団がアーノの郡庁舎に押し入り、郡の記録をベラクルスに戻した。1871年、南北戦争中の軍事郵便局、ミリシャ・スプリングがあった場所近くに新しい町の建設地が選定され、それが今日のエイバになった。この場所はダグラス郡住人の大半にとって郡政府を置くにふさわしい場所と考えられた。

## 地理
アメリカ合衆国国勢調査局に拠れば、郡域全面積は814.60平方マイル (2,109.8 km2)であり、このうち陸地814.53平方マイル (2,109.6 km2)、水域は0.07平方マイル (0.18 km2)で水域率は0.01％である。

### 主要高規格道路
- ミズーリ州道5号線
- ミズーリ州道14号線
- ミズーリ州道76号線
- ミズーリ州道95号線
- ミズーリ州道181号線

### 隣接する郡
- ウェブスター郡 - 北西
- ライト郡 - 北
- テキサス郡 - 北東
- ハウェル郡 - 東
- オザーク郡 - 南
- トーニー郡 - 南西
- クリスチャン郡 - 西

### 国立保護地域
- マーク・トウェイン国立の森（部分）

## 人口動態
以下は2000年の国勢調査による人口統計データである。
| 基礎データ - 人口: 13,084人 - 世帯数: 5,201 世帯 - 家族数: 3,671 家族 - 人口密度: 6人/km2（16人/mi2） - 住居数: 5,919軒 - 住居密度: 3軒/km2（7軒/mi2） 人種別人口構成 - 白人: 96.86% - アフリカン・アメリカン: 0.11% - ネイティブ・アメリカン: 0.95% - アジア人: 0.21% - 太平洋諸島系: 0.02% - その他の人種: 0.17% - 混血: 1.69% - ヒスパニック・ラテン系: 0.84% 先祖による構成 - アメリカ人：31.3％ - イギリス系：13.2％ - ドイツ系：12.3％ - アイルランド系：9.7％ 年齢別人口構成 - 18歳未満: 25.8% - 18-24歳: 7.0% - 25-44歳: 24.5% - 45-64歳: 25.6% - 65歳以上: 17.1% - 年齢の中央値: 40歳 - 性比（女性100人あたり男性の人口） - 総人口: 96.6 - 18歳以上: 93.3 | 世帯と家族（対世帯数） - 18歳未満の子供がいる: 30.1% - 結婚・同居している夫婦: 60.0% - 未婚・離婚・死別女性が世帯主: 7.2% - 非家族世帯: 29.4% - 単身世帯: 26.1% - 65歳以上の老人1人暮らし: 13.0% - 平均構成人数 - 世帯: 2.49人 - 家族: 2.99人 収入と家計 - 収入の中央値 - 世帯: 31,335米ドル - 家族: 36,648米ドル - 性別 - 男性: 22,706米ドル - 女性: 17,060米ドル - 人口1人あたり収入: 16,710米ドル - 貧困線以下 - 対人口: 17.5% - 対家族数: 12.9% - 18歳未満: 19.8% - 65歳以上: 18.2% |

## 教育
ダグラス郡の25歳以上の住民のうち、69.7％は高校卒以上の学歴を持ち、9.9％は学士以上の学位を持っている。

## 宗教
2000年宗教データアーカイブ協会郡別信徒報告書に拠れば、ダグラス郡は福音主義プロテスタントが最多数を占めるバイブル・ベルトにある。最も多い会派は南部バプテスト連盟の22.95％、続いてチャーチズ・オブ・クライストの16.28％、モルモン教の13.70％である。

## 都市と町
郡内の法人化自治体は郡庁所在地のエイバのみである。
| - エイバ - 郡庁所在地 - ブラッシーノブ - ドルーリー | - フォードランド - ジェントリービル - スモーレット - スカイアーズ | - バンザント |

## 政治

### 地方
ダグラス郡の地方レベルでは共和党が完全に政治を支配しており、郡の選挙で選ばれる役職を独占している。

#### 国政
大統領選挙のレベルでは州南西部の田園部にある郡と同様、共和党の強い地盤である。2000年と2004年の大統領選挙では、ジョージ・W・ブッシュが2対1以上の票差でダグラス郡を制したが、2008年の選挙では、州内の田園部にある郡と同様、バラク・オバマよりジョン・マケインを選んだ。ダグラス郡では、過去50年以上民主党候補が制したことはない。
ダグラス郡は州南西部バイブル・ベルトにある田園部郡と同様、社会的にまた文化的に保守的であり、それが共和党支持の傾向に強く影響している。2004年の州民投票では、結婚を男と女の結合として定義する州憲法改正案をダグラス郡は85.78％という圧倒的多数で賛成した。州全体でも71％の賛成で可決し、ミズーリ州は同性結婚を禁止する最初の州になった。2006年の州民投票では、胚性幹細胞の研究を予算化し、合法化する憲法改正案が掛けられたが、ダグラス郡では59.36％が反対した。州全体では51%の賛成と辛うじて改正が成立し、胚性幹細胞の研究を最初に認めた州の1つになった。郡民は伝統的に社会問題に保守的であるが、最低賃金の増加のような人民主義的施策は支持する傾向にある。やはり2006年の州民投票で最低賃金を時間あたり6.50ドルに増やす命題については、ダグラス郡では71.97％が支持した。この命題は州内のどの郡でも支持され、75.94％が賛成した。

#### 2008年大統領予備選挙
2008年の大統領予備選挙で、ダグラス郡は二大政党の候補者をどちらも州全体と全国で二位に終わった者を選んだ。民主党の予備選挙ではヒラリー・クリントンが1位となったが、共和党予備選挙では元アーカンソー州知事のマイク・ハッカビーが民主党の総投票数より多い得票で1位になった。

## 観光地
ダグラス郡は大変保守的であり、また田園部にあるが、郡内にはカクタス・キャニオン・キャンプ場と呼ばれるヌーディストの場所があり、ゲイの利用が多い。